# Tabanus alatocinereus
Tabanus alatocinereus är en tvåvingeart som beskrevs av Travassos Dias 1974. Tabanus alatocinereus ingår i släktet Tabanus och familjen bromsar.
Artens utbredningsområde är Angola. Inga underarter finns listade i Catalogue of Life.